# Constitució Argentina del 1819
La Constitució Argentina del 1819 va ser el projecte de constitució aprovat el 1819 pel Congrés de Tucumán, traslladat a Buenos Aires dos anys abans. Per la seva naturalesa unitària va provocar el rebuig de les províncies, i dels cabdills federals, que es van enfrontar al Directori de José Rondeau, vençent finalment. Amb tot, part de l'articulat es va refer en el següent projecte, la Constitució Argentina de 1826, i a través d'ella a la Constitució Argentina de 1853.

## Sanció
Fou sancionada pel mateix Congrés que tres anys abans havia declarat la Independència a Tucumán, traslladant-se a Buenos Aires per instal·lar-se allí i començar a treballar en la redacció i elaboració d'una Carta Magna. Després de realitzar un exhaustiu estudi de la legislació preexistent a Argentina i d'altres constitucions estrangeres tals com la dels Estats Units, França —especialment la del 1791— i la liberal constitució espanyola del 1812, va ser designada la comissió que tindria l'encàrrec de redactar i presentar el projecte de Constitució. Entre els seus membres destacaben José Mariano Serrano, Diego Estanislao Zavaleta, Teodoro Sánchez de Bustamante, Juan José Passo i Antonio Sáenz.

## Característiques
El Congrés de Tucumán va sancionar finalment una Constitució al 1819, la qual tenia les següents característiques:
a) No establia la forma de govern que adoptava, però tenia característiques unitàries i estava projectada de forma que podia adaptar-se a un sistema monàrquic constitucional (sistema que en aquella època intentaven establir diversos congressistes que estaven negociant la coronació d'un príncep al Riu de la Plata).
b) Adoptava la divisió de tres poders.
c) Tenia un caràcter corporativista donat que incloïa a la càmera del senat diferents sectors socials.
d) Era censatària, ja que exigeix posseir determinat patrimoni per a l'accés a càrrecs públics.

### Poder Legislatiu
El poder legislatiu estava integrat per una Càmera de Senadors, formada per un nombre de membres igual al de províncies, tres militars la graduació dels quals no podia ser inferior al rang de Coronel Major, un bisbe, tres eclesiàstics, un representant de cada universitat i el Director Suprem sortint. Havien de tenir almenys 30 anys, 9 anys de ciutadania i un fons de $8.000, i el càrrec tenia una duració de 12 anys amb renovació de la càmera per terceres parts cada 4 anys.
L'altra Càmera estava formada per una Cambra de diputats triats per un període de 4 anys amb renovació de la meitat cada 2 anys, a raó d'un diputat cada vint-i-cinc mil habitants o fracció no menor a 16 000. Els requisits eren 7 anys de ciutadania, 26 anys complerta i un fons de $4.000; tindria la iniciativa en matèria impositiva i estaria al seu càrrec la promoció de jutges polítics als alts funcionaris de l'Estat.

### Poder executiu
El poder executiu seria exercit per un Director Suprem electe per ambdues càmeres del Congrés, amb el seu propi Consell d'Estat, que duraria cinc anys en el poder, poden ser reelegit per una sola vegada. Estava facultat per atorgar nombrament en totes les ocupacions excepte les que la Constitució no permetia, incloent els governadors de les províncies.

### Poder Judicial
El poder judicial havia de ser exercit per una Alta Cort de Justícia formada per set jutges i dos fiscals designats pel Director amb notícia i consentiment del Senat.

### Tendència política
La Constitució adoptava un cert centralisme, proclamava els drets de la Nació i dels particulars. No s'ocupava dels governs provincials. Tampoc definia amb precisió si el Cap d'Estat havia de ser un president o un monarca.

## Reaccions
El projecte de Constitució va ser aprovat pel Congrés i va ser vigent a partir del 25 de maig del 1819; Va ser rebut amb estusiasme per part del poble de Buenos Aires; Per contra, va ser rebutjada immediatament per les províncies de l'interior. La major crítica per part de l'interior — al Congrés no estaven representades Salta, San Juan, la província Oriental, Misiones, Entre Ríos, Corrientes, ni Santa Fe - va ser el seu caràcter netament unitari, quan la majoria de les províncies sostenia una posició federal.
En definitiva les províncies van rebutjar el document i Santa Fe i Entre Ríos van declarar la guerra contra Buenos Aires. Una guerra en què les províncies sublevades contra el Directori van vencer a la batalla de Cepeda, l'1 de febrer del 1820, provocant la caiguda del llavors Director Suprem José Rondeau, i donant inici a un període de crisi per a la capital i la seva província, i un període d'autonomia per a les províncies interiors.

## Signataris
Els signants del text constitucional van ser:
- Dr. Gregorio Funes, president, diputat de Tucumán.
- Dr. José Mariano Serrano, vicepresident, diputat per Charcas.
- Pedro León Díaz Gallo, diputat per Santiago del Estero.
- Tomás Godoy Cruz, diputat per Mendoza.
- Dr. Antonio Sáenz, diputat per Buenos Aires.
- Vicente López i Planes, diputat per Buenos Aires.
- Alejo Villegas, diputat per Còrdova.
- Dr. Teodoro Sánchez de Bustamante, diputat per la ciutat de Jujuy i el seu territori.
- Dr. José Severo Malabia, diputat per Charcas.
- Miguel de Azcuénaga, diputat per Buenos Aires.
- Llic. Benito Lascano, diputat per Còrdova.
- Jaime Zudañez, diputat per Charcas.
- Dr. José Miguel Díaz Vélez, diputat per Tucumán.
- Juan José Passo, diputat per Buenos Aires.
- Matías Patrón, diputat per Buenos Aires.
- Dr. Domingo Guzmán, diputat per San Luis.
- Dr. Pedro Ignacio de Castro Barros, diputat per La Rioja.
- Pedro Francisco Uriarte, diputat per Santiago del Estero.
- Juan José Viamonte, diputat per Buenos Aires.
- Dr. Pedro Buenaventura Carrasco, diputat per Cochabamba.
- Pedro Ignacio Rivera, diputat per Mizque.
- Dr. Luis José de Chorroarín, diputat per Buenos Aires.
- Dr. José Andrés Pacheco de Melo, diputat per Chichas.
- Dr. Manuel Antonio Acevedo, diputat per Catamarca.
- Dr. José Eugenio de Elías, secretari.